# حفاظت پرندگان شکاری

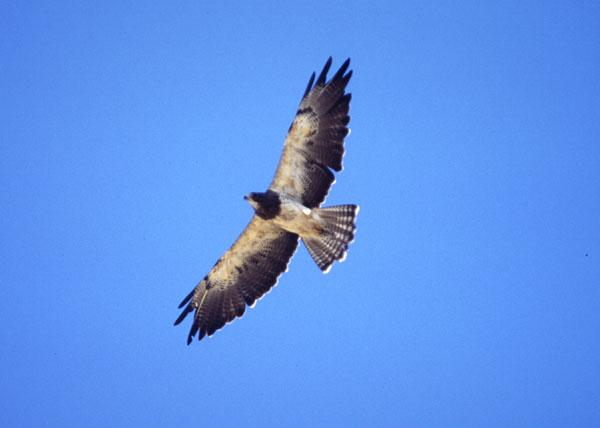
شاهین سواینسون

نگرانی‌های مربوط به حفاظت از پرندگان شکاری، تهدیدهایی هستند که بر بقای جمعیت پرندگان شکاری تأثیر می‌گذارند. به دلیل سبک زندگی شکاری‌شان، پرندگان شکاری با چالش‌های حفاظتی متفاوتی روبرو هستند. آنها به عنوان شکارچیان اصلی، برای عملکرد سالم اکوسیستم مهم هستند و با حفاظت از آنها، بسیاری از گونه‌های دیگر نیز محافظت می‌شوند. نیازهای زیستگاهی گسترده آنها، استراتژی‌های حفاظتی منطقه‌ای را برای حفاظت از پرندگان شکاری ضروری می‌سازد.

## آفت‌کش‌ها
از آنجا که پرندگان شکاری گوشتخواران فرصت‌طلبی هستند، در معرض خطر بالای مسمومیت ثانویه با خوردن موجوداتی هستند که توسط آفت‌کش‌ها کشته یا ضعیف شده‌اند. پرندگان شکاری ممکن است با استفاده قانونی و برچسب‌دار از آفت‌کش‌ها یا با استفاده غیرقانونی مسموم شوند. مواردی را می‌توان به عنوان سوءمصرف شناسایی کرد که ماده شیمیایی مسئول طبق قانون ممنوع باشد یا در منطقه آسیب‌دیده استفاده نشود. برای مثال، در آمریکای شمالی، مسمومیت عقاب طلایی معمولاً به دلیل سوءمصرف آفت‌کش‌ها رخ می‌دهد که ردپای آن در لاشه‌های آلوده گوسفندانی که برای طعمه‌گذاری و کشتن کایوت‌ها استفاده می‌شوند، دیده می‌شود. موارد رایج استفاده از برچسب، مصرف حشرات یا کرم‌هایی است که سم‌پاشی شده‌اند و خوردن گرانول‌های آفت‌کش یا دانه‌های تیمار شده به عنوان غذا. در سال ۱۹۹۵، سه هزار شاهین سواینسون در آرژانتین پس از خوردن حشراتی که سم‌پاشی شده بودند، کشته شدند.
در حالی که اکثر کشورهای توسعه‌یافته استانداردهایی را اتخاذ کرده‌اند که استفاده از مواد شیمیایی با ماندگاری طولانی در محیط زیست را کاهش می‌دهد، آفت‌کش‌ها بلافاصله پس از استفاده هنوز قدرتمند و خطرناک هستند. بریتانیا بخش کوچکی از مرگ و میر ناشی از استفاده از آفت‌کش‌های دارای برچسب را مدیون آفت‌کش‌های کم‌سمی‌تر است، در حالی که ایالات متحده آمریکا تقریباً به همان میزان مرگ و میر ناشی از استفاده از آفت‌کش‌های دارای برچسب را با استفاده غیرقانونی دارد. استفاده از دانه‌های غیر دانه‌ای و فرآوری نشده، غلظت آفت‌کش‌ها و دسترسی به آنها را به عنوان منبع غذایی کاهش می‌دهد.

## شلیک سربی
پرندگان شکاری ممکن است طعمه‌های مرده یا زخمی را که با ساچمه سربی یا قلاب ماهیگیری کشته شده‌اند، بخورند. بیشتر مسمومیت‌های سرب علاوه بر آفات تلف‌شده و سایر حیوانات شکاری، ناشی از مصرف پرندگان شکاریِ بازیافت‌نشده نیز هستند. اثرات مسمومیت با سرب می‌تواند شامل باد کردن پیش معده، کاهش وزن، کم‌خونی و افتادگی اندام باشد. مسمومیت با سرب به‌طور کلی خطر شکار شدن توسط پرنده و بروز گرسنگی و بیماری را افزایش می‌دهد که این امر تناسب اندام و موفقیت تولید مثلی را کاهش می‌دهد.
سرب یک آلاینده پایدار محیطی است و با کاهش زیستگاه‌های مناسب، هم تراکم موجودات زنده و هم فضای شکار افزایش می‌یابد. محدود کردن استفاده از سرب، به ویژه در تالاب‌ها، و روی آوردن به تزریق غیرسمی می‌تواند آلودگی سرب را کاهش دهد.

## تیرهای برق
بیش از ۱۸۵ میلیون تیر برق در ایالات متحده وجود دارد که هر کدام به نوعی خطر برق گرفتگی را به همراه دارند. برق گرفتگی پرندگان نتیجه سه عامل است: زیست‌شناسی، محیط زیست و مهندسی. این موضوع عمدتاً بر روی پرندگان شکاری متمرکز است، زیرا اندازه، رفتارهای شکار و ترجیحات لانه‌سازی آنها، آنها را به‌طور خاص مستعد می‌کند. عوامل بیولوژیکی و محیطی که بر خطر برق گرفتگی تأثیر می‌گذارند عبارتند از اندازه بدن، سن، رفتار، نوع طعمه، زیستگاه، فصل و آب و هوا. تحقیقات طولانی‌مدت نشان داده است که این مشکل فقط به پرندگان شکاری محدود نمی‌شود و تعامل سایر گونه‌ها با تیرهای برق - به‌ویژه آنهایی که مربوط به نشستن روی صندلی، لانه‌سازی و پرسه زدن هستند - می‌تواند منجر به قطع برق و برق‌گرفتگی شود. برق گرفتگی در بیش از ۳۰ گونه غیر شکارچی آمریکای شمالی، از جمله کلاغ‌ها و زاغ‌ها، لک‌لک‌ها، حواصیل‌ها، پلیکان‌ها، مرغ‌های دریایی، زاغی‌ها و جیجاق‌ها گزارش شده است. گونه‌هایی که در مناطقی بدون جایگاه طبیعی زندگی می‌کنند، در برابر برق‌گرفتگی آسیب‌پذیرتر هستند، زیرا برای شکار و اعلام قلمرو به نقاط مرتفع محیط متکی هستند و انتخاب‌های آنها اغلب به تیرهای برق محدود می‌شود. علاوه بر این، تیرک‌های بالای تپه‌ها به ویژه برای پرندگان شکاری جذاب هستند، زیرا میدان دید وسیعی از محیط اطراف را فراهم می‌کنند. قرار دادن تیرک‌ها در زیستگاه اصلی یا در امتداد مسیرهای مهاجرت باعث افزایش مرگ و میر شده است و میزان مرگ و میر در اواخر تابستان، هنگام پرریزی، زمانی که پرندگان جوان و بی‌تجربه تکثیر می‌شوند، افزایش می‌یابد. رفتار حمام کردن در مواقع باران یا برف، پرندگان را نسبت به الکتریسیته رساناتر می‌کند و جهت قرارگیری بازوهای میله با توجه به بادهای غالب می‌تواند بسته به سهولت برخاستن و فرود، خطر تماس با اجزای الکتریکی را افزایش دهد.
بیش از نیمی از گونه‌های پرندگان شکاری آمریکای شمالی و اکثر گونه‌های پرندگان شکاری اروپا تحت تأثیر برق گرفتگی قرار گرفته‌اند. تجهیزات تأسیسات اروپایی از فولاد ساخته شده‌اند که رسانایی کل سازه را افزایش می‌دهد. اگرچه برق گرفتگی، حیات اکثر جمعیت‌های پرندگان شکاری را تهدید نمی‌کند، اما تمام اثرات انسانی می‌تواند چنین تهدیدی ایجاد کند، بنابراین منطقی است که علل شناخته شده مرگ و میر را به هر طریق ممکن کاهش دهیم. دفن کابل‌ها، نصب موانع برای نشستن افراد و قرار دادن دقیق تیرک‌ها، راه‌هایی برای کاهش خطر مرگ ناشی از برق‌گرفتگی هستند.

## توربین‌های بادی
از آنجا که آنها با بال شکار می‌کنند و رفتارهای پروازی مختص باد دارند، پرندگان شکاری در معرض خطر مرگ ناشی از برخورد با توربین‌های بادی هستند. شاهین‌های دم‌قرمز در منطقهٔ بحث‌برانگیز منابع باد گذرگاه آلتامونت به‌طور ویژه‌ای مستعد این خطر هستند. شاهین‌ها معمولاً از روی نشیمنگاه‌هایشان شکار می‌کنند، اما در هنگام باد شدید، در حال اوج گرفتن یا درجا زدن شکار می‌کنند. اوج گرفتن در ترمال‌ها، آنها را به ارتفاعی مشابه پره‌های توربین می‌رساند، در حالی که در بادهای شدیدتر، کایت‌سواری روی شیب‌های رو به بالا می‌تواند پرندگان را در بادهای شدید در کنار توربین معلق نگه دارد.
پرندگان شکاری و توربین‌ها در مناطق بادخیز به هم می‌رسند و باید بین حفاظت از حیات وحش و انرژی پاک تعادل برقرار شود. برنامه‌ریزی مزارع بادی دور از زیستگاه اصلی، خاموش کردن توربین‌ها در اوج حضور پرندگان شکاری و برچیدن توربین‌های خاص پرخطر می‌تواند از مرگ پرندگان شکاری جلوگیری کند.